# 三浦えりか
三浦 えりか（みうら えりか、11月9日 - ）は、日本の漫画家。秋田県秋田市出身。東北医科薬科大学卒業。総合病院薬剤師として8年、調剤薬局薬剤師として4年勤務した。在職中に漫画家デビューし、上京後派遣薬剤師のかたわら漫画を描く。2020年8月から2022年8月まで、『月刊!スピリッツ』（小学館）で『処方箋上のアリア』が連載された。

## 作品リスト

### 連載
- 処方箋上のアリア（小学館『月刊！スピリッツ』2020年10月号[3] - 2022年10月号[4]、全5巻）
- 限定偽婚〜1年間の夫婦〜（小学館『アンドフラワー』2019年45号 - 不定期掲載中）